# Halberstädter Flugzeugwerke

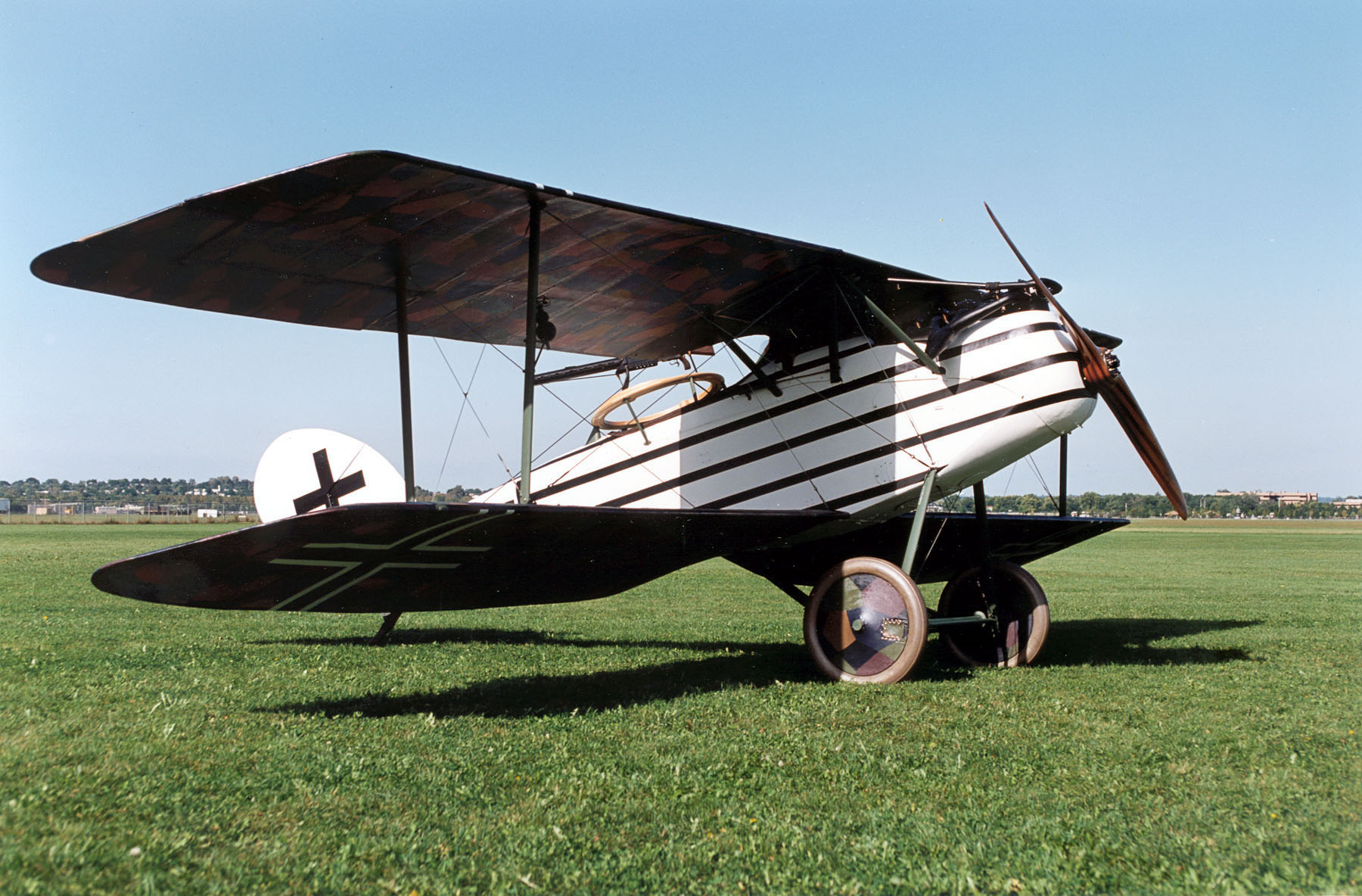
Halberstadt CL.IV im USAF Museum

Die Halberstädter Flugzeugwerke G.m.b.H. (HFW) waren ein in Halberstadt ansässiger deutscher Flugzeughersteller.

## Unternehmensgeschichte

### Die Ursprünge
Das Unternehmen wurde am 9. April 1912 in Halberstadt als Deutsche Bristol-Werke m.b.H. mit einem Stammkapital von 255.000 Mk gegründet; den größten Teil davon steuerte Bristol mit 200.000 Mark bei. Gegenstand des Unternehmens war die „Herstellung und Veräußerung von Flugzeugen, die nach dem System Bristol (Anm.: British and Colonial Aeroplane Company) gebaut werden“. Die Geschäftsführer waren die Kaufleute Hermann und Gustav Behrens sowie Curt Stockhausen aus Oschersleben, die Produktionsleitung übernahm Ingenieur Eduard Schnebel und die Flugzeugkonstruktion Hans Burkhard. Das deutsch-britische Gemeinschaftsunternehmen produzierte anfangs als Nachbauten den Doppeldecker Bristol Boxkite („Kastendrachen“) sowie den Bristol Prier Monoplane (Eindecker), danach jedoch auch eigene Entwicklungen. Eine angeschlossene Militärfliegerschule wurde am 19. Mai gegründet und begann am 1. Juli 1912 mit dem Schulbetrieb; daraus entstand am 1. Dezember des Jahres die Militärfliegerschule GmbH Halberstadt. Nach einem Jahr verfügte die Schule mit Stand 1. Juli 1913 über 17 Flugzeuge und acht Fluglehrer; 67 Flugzeugführer hatten bis dahin ihre Ausbildung abgeschlossen. Während des Ersten Weltkrieges wurden dort etwa 700–800 weitere Flugzeugführer ausgebildet, darunter Oswald Boelcke.
Im Juli 1913 ging daraus durch die Halberstädter Flugzeugwerke G.m.b.H. hervor; Eduard Schnebel war zuvor am 21. Mai auf den Posten des Direktors gewechselt. Das Stammkapital betrug 400.000 Mark. Die Geschäftsführung blieb gleich, doch kamen noch als Flugleiter Rudolf Heinemann, als Werkmeister Max Blücher und als Chefeinflieger Karl Voigt hinzu. Für den Entwurf der Flugzeuge zeichnete neben Hans Burkhard nun Chefkonstrukteur Karl Theiß, der von Albatros kam, verantwortlich. Burkhard wechselte im Oktober 1914 zur Gothaer Waggonfabrik; für ihn kam Thomas Voigt. Im August 1913 umfasste die Belegschaft 86 Beschäftigte, deren Zahl bis August 1915 auf 181 anwuchs. Im März 1918 arbeiteten 1499 Angestellte für das Unternehmen. Am 6. April stellten die HFW das 1000. Flugzeug fertig.
Während des Ersten Weltkriegs baute Halberstadt 1717 C- und CL-Flugzeuge sowie 85 D-Flugzeuge. Die Produktion umfasste 1918 monatlich etwa 125 Stück. Die Unternehmensfläche wuchs von 960 m² im Jahr 1912 bis zum Kriegsende auf 8020 m² an.

### Entwicklung nach dem Ersten Weltkrieg
Nach dem Ende des Krieges im November 1918 musste aufgrund der Bedingungen der Versailler Verträge der Flugzeugbau im Deutschen Reich der Weimarer Republik ganz eingestellt werden.
Zur Konsolidierung der betroffenen Werke wurde daraufhin am 1. Januar 1919 die Berliner Industrie AG mit Sitz in Berlin NW 7, Unter den Linden 47, gegründet. Nach der Umfirmierung in Berlin-Halberstädter Industriewerke AG wurden die Flugzeugwerke am 1. April 1919 zu einer Zweigniederlassung des Unternehmens. Das Werk in Halberstadt baute nun landwirtschaftliche Maschinen und reparierte Waggons der Reichsbahn. Anfang 1926 musste über das Vermögen der Gesellschaft das Insolvenzverfahren eröffnet werden, das 1932 noch nicht abgeschlossen war. Die Werkanlagen wurden am 7. Juli 1927 zwangsversteigert und die Einrichtung im Anschluss verkauft.
Auf einem Teil des ehemaligen Werksgeländes wurde ab 1935 in der Halberstädter Klusstraße 30–38 ein neues Junkers-Zweigwerk zur Fertigung von Tragflächen für die Junkers Ju 88 errichtet.

## Baumuster

### Aufklärer
zweisitzige unbewaffnete Aufklärer und Schulflugzeuge
- A.I: Schulflugzeug
- A.II: Schulflugzeug
- B.I
- B.II
- B.III
- C.VI

zweisitzige Aufklärer mit wassergekühlten Sechszylindermotoren mit 200 PS bis 220 PS und einer Höchstgeschwindigkeit bis 170 km/h. Erstflug C.I im Mai 1916, C.III Ende 1916:
- C.I
- C.III
- C.V
- C.VII
- C.VIII
- C.IX

### Erdkampfflugzeuge
zweisitzige Erdkampfflugzeuge mit wassergekühlten Sechszylindermotoren mit 160 PS bis 185 PS, CL.IV 100 PS, und einer Höchstgeschwindigkeit bis 165 km/h. Erstflug CL.II um Februar 1917, CL.IV Anfang 1918:
- CL.II
- CL.IV
- CLS.I

### Jagdflugzeuge
D.I bis D.V: einsitzige Jagddoppeldecker mit wassergekühlten Sechszylindermotoren mit 100 PS bis 150 PS und einer Höchstgeschwindigkeit bis 145 km/h. Erstflug D.I im Februar 1916, D.II Ende 1916 und D.V Anfang 1917:
- D.I
- D.II
- D.III
- D.IV
- D.V

### Großflugzeug
- G.I